# Луиза Шарлотта Бранденбургская
Луиза Шарлотта Бранденбургская (нем. Luise Charlotte von Brandenburg; 13 сентября 1617, Берлин — 29 августа 1676, Митава) — принцесса Бранденбургская, в замужестве герцогиня Курляндская.

## Биография
Луиза — старшая дочь курфюрста Бранденбургского Георга Вильгельма и Елизаветы Шарлотты Пфальцской, дочери курфюрста Пфальца Фридриха IV.
9 октября 1645 года в Кёнигсберге Луиза вышла замуж за герцога Курляндии Якоба Кеттлера, по этому случаю Симон Дах сочинил стихотворение. Благодаря этому браку шурин Якоба Кеттлера Фридрих Вильгельм получил титул великого курфюрста и возможность координации с Курляндией своей политики в отношении Польши. Луиза Шарлотта оказывала значительное влияние на политику Курляндии, столица которой Митава стала центром переговоров между Польшей, Россией, Бранденбургом и Швецией. Луизу Шарлотту описывали как привлекательную, умную и храбрую женщину, внесшую существенный вклад в политический успех своего супруга и в подъём Курляндии в годы его правления.

## Потомки
В браке у Луизы Шарлотты родились:
- Ладислав Фридрих (умер в раннем детстве)
- Луиза Елизавета (1646—1690), замужем за Фридрихом II, ландграфом Гессен-Гомбурга (1633—1708)
- Кристина (умерла в раннем детстве)
- Фридрих Казимир (1650—1698), герцог Курляндии, женат на графине Софии Амалии Нассау-Зигенской (1650—1688), затем на принцессе Бранденбурга Елизавете Софии (1674—1748)
- Шарлотта Мария (1651—1728), аббатиса Херфордского монастыря
- Амалия (1653—1711), замужем за ландграфом Гессен-Кассельским Карлом I (1654—1730)
- Карл Якоб (1654—1677)
- Фердинанд (1655—1737), герцог Курляндии, женат на принцессе Саксен-Вейсенфельсской Магдалене (1708—1760)
- Александр (1658—1686).